# Szegvár

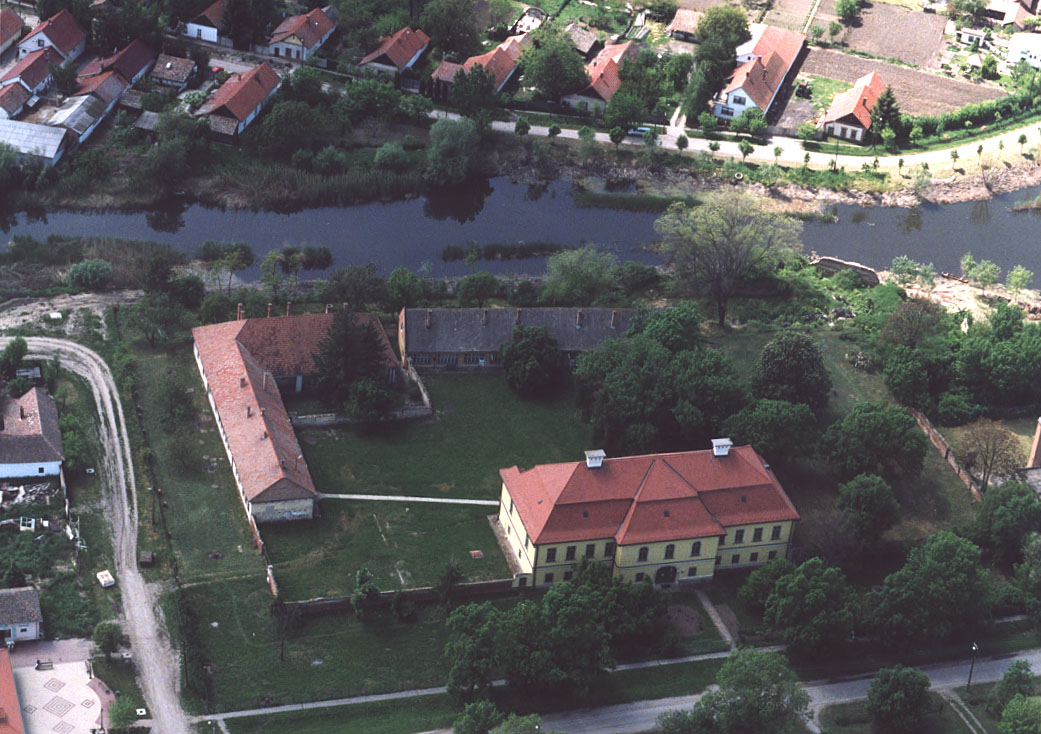
Szegvárs slott.

Szegvár är en mindre stad i provinsen Csongrád-Csanád i Ungern. År 2020 hade Szegvár totalt 4 126 invånare.